# Timmins
Timmins ist eine Stadt im Nordosten der kanadischen Provinz Ontario am Mattagami River. Die eigenständige Gemeinde liegt im Cochrane District.
In der Timmins lebt eine große Anzahl von Franko-Ontariern. Bei offiziellen Befragungen im Rahmen des regelmäßigen Zensus gaben mehr als 30 % der insgesamt 41.145 Einwohner an Französisch als Muttersprache oder Umgangssprache zu verwenden. Obwohl Ontario offiziell nicht zweisprachig ist, fördert Timmins die französische Sprachnutzung auf Gemeindeebene und gehört der Association française des municipalités d’Ontario (AFMO) an.
In Timmins hat das Northern College of Applied Arts and Technology seinen Hauptcampus.

## Lage
Timmins liegt etwa 35 km Luftlinie südlich von Cochrane am Highway 101. Nach Sault Ste. Marie im Südwesten sind es 400 km.

## Geschichte
Die Stadt wurde 1912 von Noah Anthony Timmins (1867–1936), einem kanadischen Bergbauunternehmer, gegründet. 1929 erhielt das Porcupine Camp als erste Mine Ontarios eine Rettungsstation, da im Jahr zuvor bei einem Feuer 39 Bergleute an Rauch- und Kohlenmonoxid-Vergiftungen erlagen. Der Folksänger Stompin’ Tom Connors besang das Ereignis in einem Song mit dem Titel Fire in the Mine (Feuer in der Mine). Im Jahr 1973 legte die Provinzregierung von Ontario alle Orte innerhalb 3.200 km² einschließlich der Stadt Timmins, South Porcupine, Schumacher (Tisdale Township), Mountjoy Township, Porcupine (Whitney Township) und mehrere kleinere Gemeinden zusammen zur neuen Stadt Timmins.

## Wirtschaft
Die wichtigste Wirtschaftsbranche in der Stadt ist der Goldabbau. Das kanadische Bergbauunternehmen Goldcorp Inc. betreibt eine große Goldmine in der Nähe der Stadt. Des Weiteren befindet sich mit der Kidd Mine die tiefste Nicht-Edelmetall-Mine auf dem heutigen Gebiet von Timmins.
Weitere Wirtschaftsbereiche sind Tourismus und öffentliche Einrichtungen.

## Söhne und Töchter der Stadt
- Baz Bastien (1919–1983), Eishockeyspieler, -trainer und -funktionär
- Cec Linder (1921–1992), Schauspieler
- Allan Stanley (1926–2013), Eishockeyspieler
- Bill Barilko (1927–1951), Eishockeyspieler
- Frank Mahovlich (* 1938), Eishockeyspieler
- Les Costello (1928–2002), Eishockeyspieler und Gründer der Flying Fathers
- Alfred V. Aho (* 1941), Informatiker
- Jamie Reid (1941–2015), Schriftsteller
- Myron S. Scholes (* 1941), Wirtschaftswissenschaftler
- Pete Mahovlich (* 1946), Eishockeyspieler
- Eric Vail (* 1953), Eishockeyspieler
- Kathy Kreiner (* 1957), Skirennläuferin
- Hector Marini (* 1957), Eishockeyspieler
- Dave Poulin (* 1958), Eishockeyspieler
- Rick Lessard (* 1968), Eishockeyspieler
- Mark Krys (* 1969), Eishockeyspieler
- Natalie Brown (* 1973), Schauspielerin
- Steve Sullivan (* 1974), Eishockeyspieler
- Shean Donovan (* 1975), Eishockeyspieler
- Marcel Victor Moreau (* 1979), Autor
- Pierre Beaulieu (* 1983), Eishockeytrainer
- Valerie Anne Poxleitner (* 1987), Musikerin und Sängerin